# زین‌های شعله‌ور
زین‌های شعله‌ور (به انگلیسی: Blazing Saddles) یک فیلم کمدی سیاه و وسترن آمریکایی به کارگردانی مل بروکس با بازی کلیون لیتل و جین وایلدر محصول سال ۱۹۷۴ است.
این فیلم عموماً نقدهای مثبتی از منتقدان و تماشاگران دریافت کرد، نامزد سه جایزه اسکار شد و در فهرست ۱۰۰ فیلم کمدی مؤسسه فیلم آمریکا در رتبه ۶ قرار گرفت. و در سال ۲۰۰۶، زین‌های شعله‌ور توسط کتابخانه کنگره «از لحاظ فرهنگی، تاریخی یا زیبایی» مهم تلقی شد و برای نگهداری در فهرست ملی ثبت فیلم انتخاب شد.

## داستان
یک فیلم هجو کمدی است که وسترن طنز ساخته شده و در آن در دنیای غرب آمریکا یک کارگر سیاه‌پوست قطار به عنوان اولین فرد سیاه‌پوست کلانتر شهر می‌شود در حالی که یک شهر برای اجرای خط آهن در شرق نابودی است. مرد شهر ابتدا به دلیل نژادپرستی او را اذیت می‌کنند ولی بعداً می‌فهمند که او و دوست تفنگدارش تنها کسانی هستند که در مقابل آدم‌کشهایی که اجیر شدند که به شهر حمله کرده و می‌خواهند شهر را تخیله کنند از شهر دفاع می‌کنند.

## فروش فیلم
این فیلم در اکران اولیه خود در ایالات متحده و کانادا ۲۶٫۷ میلیون دلار در سینما درآمد کسب کرد. در انتشار مجدد آن در سال ۱۹۷۶، ۱۰٫۵ میلیون دلار دیگر و ۸ میلیون دلار دیگر در سال ۱۹۷۹ به دست آورد. مجموع فروش‌ها آن در ایالات متحده و کانادا از مجموع فروش ۱۱۹٫۵ میلیون دلاری به ۴۷٫۸ میلیون دلار رسید که تنها دهمین فیلمی بود که تا آن زمان از مرز ۱۰۰ میلیون دلار عبور کرد.

## شبکه خانگی
این فیلم برای اولین بار در سال ۱۹۹۷ بر روی دی‌وی‌دی منتشر شد، پس از آن یک دی‌وی‌دی نسخه ویژه ۳۰ سالگی در سال ۲۰۰۴ و یک نسخه بلوری در سال ۲۰۰۶ منتشر شد. و یک مجموعه بلوری چهلمین سالگرد در سال ۲۰۱۴ منتشر شد.